# Meshwi d'Oukbara
Ne doit pas être confondu avec Ismaël d'Oukbara.
Meshwi d'Oukbara est un hérésiarque de l'ère des Gueonim, fondateur de la secte juive des Oukbarites.

## Éléments biographiques
La vie de Meshwi (ou Mishawayh) al-Ukbari est mal connue. Selon Yaaqov Al-Qirqissani, un hérésiologue et historien karaïte du Xe siècle, il aurait vécu à Oukbara, près de Bagdad, bien des années[Quand ?] après Ismaël d'Oukbara, un autre hérésiarque. Son véritable nom aurait été Moshe (Moïse), Meshwi (« celui dont les idées sont confuses ») n'étant qu'un sobriquet inventé par ses opposants. Juda Hadassi affirme, en s'appuyant sur l'autorité de David ibn Merwan al-Mukammas, qu'il s'appelait Moshe de Baalbek. 
Franz Delitzsch conclut d'un passage obscur de l’Otzar Nehmad du karaïte Touvya ben Moshe, que Meshwi se serait converti au christianisme en ses vieux jours ; ceci est cependant fort improbable, car sa mouvance se serait immédiatement délitée ; or, elle existe encore au temps[Quand ?] de Kirkissani.

## Rites et doctrines des Oukbarites
Meshwi semble avoir adopté une interprétation de la Bible analogue à celle de Hiwi al-Balkhi, hyper-rationaliste et critique, honnie tant des Karaïtes que des Rabbanites, mais il est possible que celle qui est décrite par Touvya ben Moshe ait été davantage développée par les disciples de Meshwi que par lui-même. 
L'une de ses initiatives les plus importantes est d'avoir déclaré que le jour commence le matin (en ce qui concerne les questions religieuses), et non le soir, comme professé par les autres courants du judaïsme.
Il enseigne d'autre part que Yom Kippour étant appelé dans la Bible « sabbath des sabbaths, » il ne devrait jamais avoir lieu qu'à chabbat (ce qui fixe, par conséquent, la Pâque le jeudi). Cependant, sur d'autres points disputés entre les divers courants du judaïsme, comme la fixation du nouvel an ou du nouveau mois, il faut suivre les prescriptions rabbiniques, non parce qu'elles sont exactes mais parce que, « comme toutes les pièces sont faussées, autant se servir de celles qu'on a sous la main. »
Meshwi ordonne à ses sectateurs de prier vers l'ouest (et non vers le Temple). Selon lui, le culte ne pouvait être rendu au Temple à chabbat, car il considère les offrandes comme une transgression en ce jour. Il se distingue encore en ayant autorisé à ses fidèles la consommation de graisse, alors qu'il s'agit d'une prohibition biblique.

## Source
Cet article contient des extraits de l'article « MESHWI AL-'UKBARI » par Isidore Singer & Isaac Broydé de la Jewish Encyclopedia de 1901–1906 dont le contenu se trouve dans le domaine public.